# Poczałkowo (wieś)
Poczałkowo – wieś w Polsce położona w województwie kujawsko-pomorskim, w powiecie aleksandrowskim, w gminie Aleksandrów Kujawski.
W latach 1975–1998 miejscowość położona była w województwie włocławskim.
Wieś sołecka – zobacz jednostki pomocnicze gminy Aleksandrów Kujawski w BIP.

## Historia
W wieku XIX opisano jako Poczałkowo, wieś i dobra w powiecie nieszawskim, gminie Służewo, parafii Straszewo, odległe 16 wiorst od Nieszawy.

W roku 1886 było tu 196 mieszkańców. W 1827 r. spisano 17 domów 174 mieszkańców.
Według registru poborowego powiatu brzeskiego w r. 1587 wieś Poczałkowo, w parafii Straszewo była własnością Tadeusza Giemielskiego miała 9 półłanów i 2 rzemieślników (Pawiński,Kod. Wielkp. t.II, s.5).
Folwark Poczałkowo, z wsią Poczałkowo i Pinino alais „Suć” zwaną posiadał rozległości dominialnej mórg 551: grunty orne i ogrody mórg 445, łąk mórg 50, past. mórg 28, nieużytków mórg 28; bbudynków murowanych 15, z drzewa 3; płodozmian 5 i 11. polowy, we wsi pokłady torfu.
Wieś Poczałkowo osad 18, z gruntem mórg 19; wieś Pinino alias Suć osad 22 z gruntem mórg 256.(Opis Bronisława Chlebowskiego SgKP tom VIII s.353)
W czasie kampanii wrześniowej stacjonowała tu 43 Eskadra Towarzysząca.